# حام

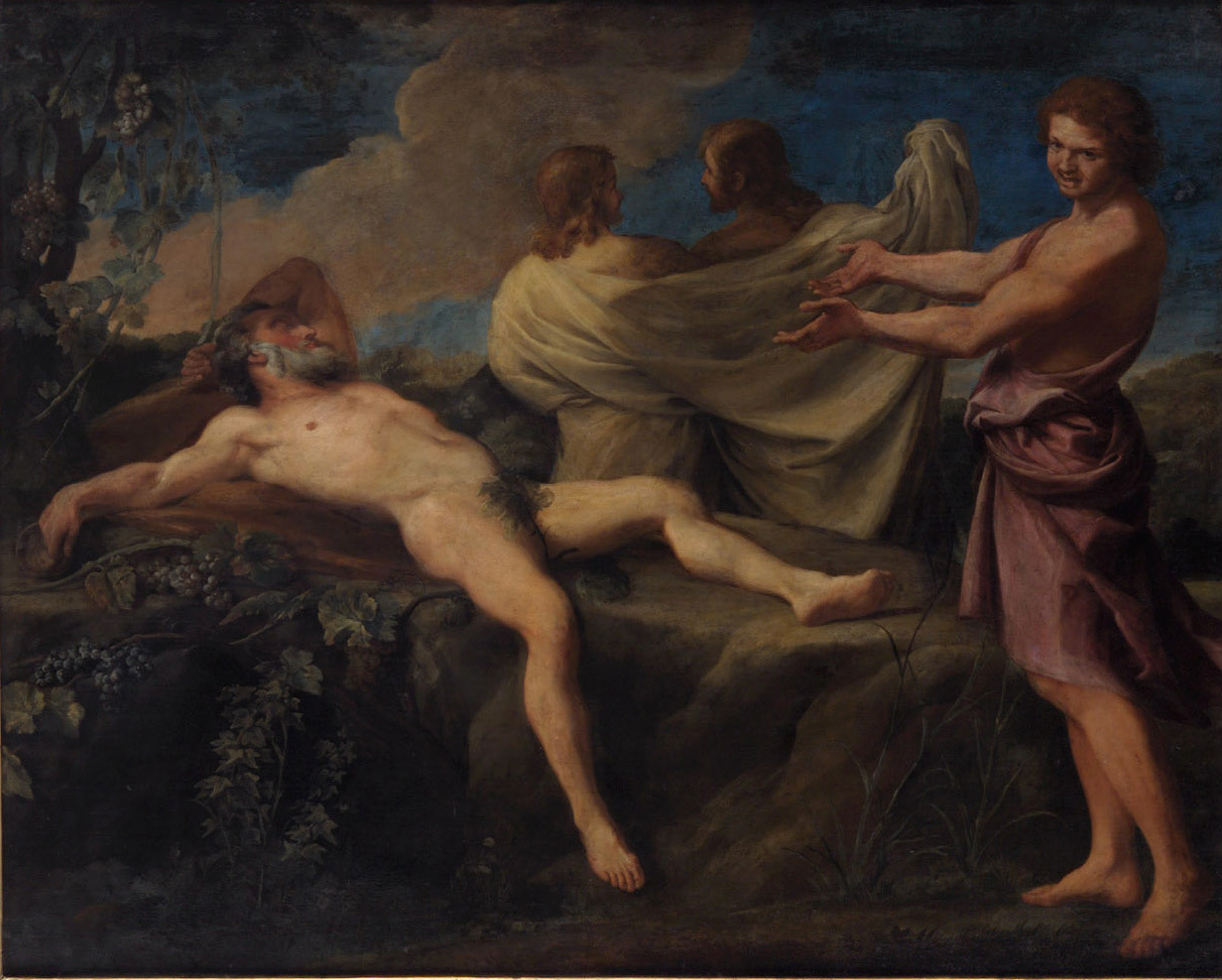
حام نوح را برهنه می‌یابد؛ اثری از نقاش ناشناس آلمانی

حام (به عبری: חָם) یکی از پسران نوح در سفر پیدایش در تنخ است. در روایت پیدایش، نام او در میان کسانی که وارد کشتی نوح شدند، ذکر شده‌است. حضور اصلی حام در اتفاقات بعد از طوفان است؛ پس از اینکه نوح شراب درست کرد و با نوشیدن از آن مست شد، لخت در خیمه خود خوابید؛ حام لختی نوح را دید (ممکن است منظور نویسندهٔ تورات، تجاوز حام به نوح باشد) و برادرانش را مطلع ساخت. وقتی که نوح هوشیاری‌اش را بازیافت و متوجه شد حام با او چه کرده، کنعان پسر حام را نفرین کرد که برده برادرانش باشد. اینکه نوح به جای حام، پسرش کنعان را نفرین کرد، در واقع با نفرت بنی‌اسرائیل از کنعانیان مرتبط است زیرا اسرائیلیان تقدیر مردم کنعان را بردگی می‌دانستند. بخش تماشای لختی نوح توسط حام، شباهت قابل توجهی با تجاوز جنسی دختران لوط به پدرشان دارد.
قصه‌ای مشابه سرگذشت حام، در ادبیات کنعانی وجود دارد؛ در حماسه اقهت که به زبان اوگاریتی است، زمانی که اقهت مستی پدر خود را می‌بیند، به او در راه رفتن کمک می‌کند. در باب ۱۰ سفر پیدایش که به فرزندانِ پسران نوح پرداخته شده، «کوش مِصرایم، فوط و کنعان» پسران حام معرفی شده‌اند.

## نفرین حام

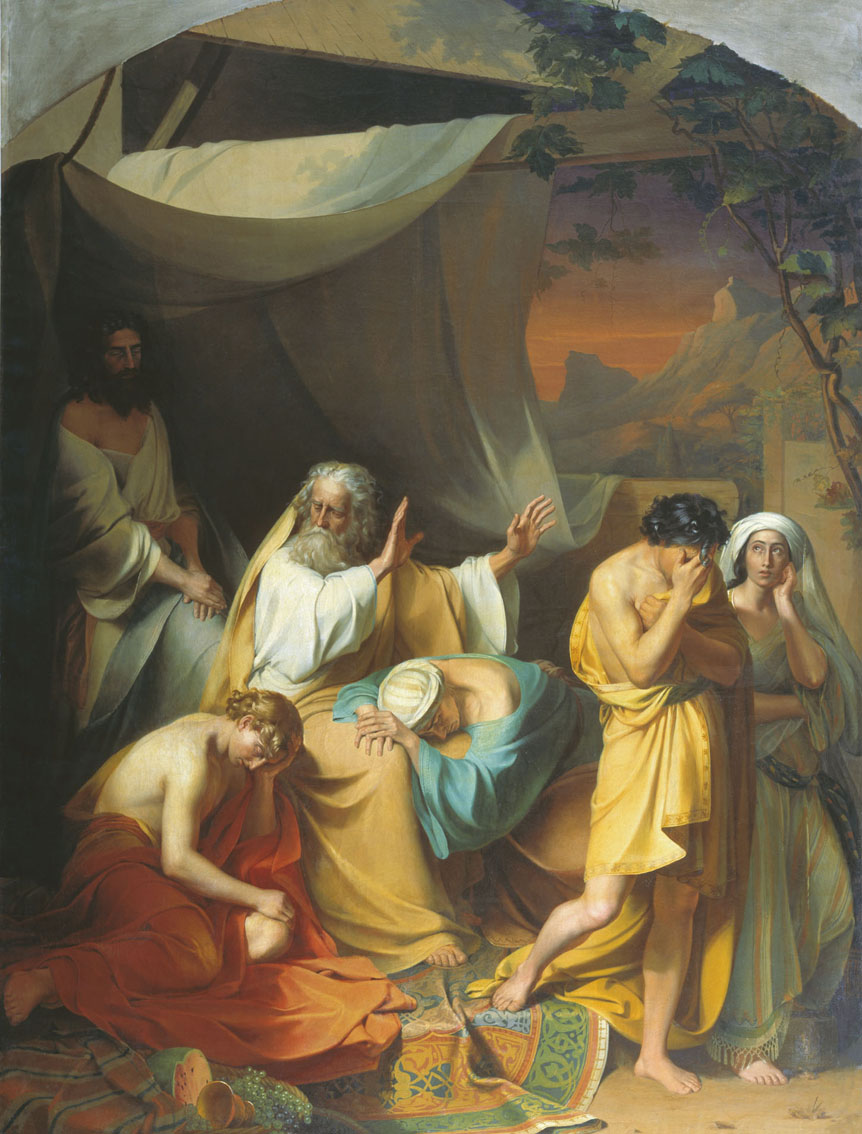
نفرین نوح بر حام

نوح بعد از هوشیاری، به جای حام، پسر او کنعان را نفرین می‌کند. نفرت بنی‌اسرائیل از مردم کنعان مسبب این مسئله بوده اما به صورت قطعی مشخص نیست این مطلب در چه شرایط و با چه پیش‌زمینه‌ای نوشته شده‌است. در مسیحیت قرون وسطی، معمولاً از سه پسر نوح به عنوان پدران سه قاره (سام/آسیا، حام/آفریقا و یافث/اروپا) یاد می‌شد. گاه سه طبقه جامعه به اینان تشبیه می‌شدند؛ سام نماد روحانیون، یافث نماد مبارزان و حام نماد دهقانان. از آنجا که اروپایی‌های قرون وسطی فکر می‌کردند حام پدر مردم آفریقاست، نفرین حام به توجیهی برای برده‌داری سیاهپوستان آفریقایی تبدیل شد. اما ابن خلدون در مقدمهٔ خود این نظریه را رد می‌کند و اساساً رنگ پوست را ناشی از طبیعت گرما و سرما و تأثیر آن در تکوین جانداران این محیط‌ها می‌داند. یعنی مردمان اقلیم اول و دوم (سودانیان و حبشیان) به‌سبب گرمای افراطیِ جنوب سیاهند و خورشید در هر سال دوبار در سمت رأس آنان واقع می‌شود و فاصلهٔ زمانی میان این دو بار کوتاه است و پوستشان را سیاه می‌کند. برعکس، ساکنان اقالیم ششم و هفتم (صقلاب یا اسلاوها و ترک‌ها و خزران و آلان‌ها و یأجوج و مأجوج) به‌سبب سرمای شدیدْ رنگ پوستشان به سپیدی می‌گراید و موی بدنشان از بین می‌رود؛ و این سرمای مفرط اقتضا می‌کند که مردمشان دارای چشمانی کبود (سبز) و پوست‌های خال‌خال (کک و مک) و موهای طلایی باشند. اساساً، رنگ بدن تابع خاصیت هواست.

## در اسلام
روایات مربوط با نفرین شدن حام، در کتب حدیث اسلامی نیز آمده‌است. با این تفاوت که در این روایات نوح مست نبوده، بلکه در کشتی خواب بوده و عورتش بر اثر وزیدن باد آشکار شده بود؛ حام و یافث وقتی عورت او را نگریستند خندیدند، اما سام ایشان را نهی کرد و هر چه باد می‌گشود، سام می‌پوشید. وقتی سام، آنچه گذشته بود بر نوح بیان کرد، نوح از خداوند خواست که آب پشت حام و آب پشت یافث را تغییر دهد و آنگاه به ایشان گفت که خداوند فرزندان شما را سیاه و تا قیامت غلامان فرزندان سام قرار داده‌است، و شما عاق من شدید و پیغمبری از نسلتان قطع گردیده‌است. و نیز در روایات وارد شده‌است که نوح پیروان خود را از نزدیکی با زنان نهی کرده بود، اما حام مخالفت کرد و با همسر خویش درآمیخت، نوح نیز به این سبب او را نفرین کرد، چنانچه نطفه‌اش تغییر کرد و از او جز سیاهان پدید نیامدند. با این حال برخی علمای مسلمان حام را مردی پرهیزکار و شایسته دانسته‌اند که نوح او را برکت داد و سرزمین‌هایی را نیز به او بخشید. بعضی از مورخین مسلمان نیز داستان نفرین حام را ساختگی و تأثیر نفوذ اسرائیلیات بر تفاسیر قرآن دانسته‌اند. ابن بلخی کیومرث پادشاه داستانی ایران را از نسل حام دانسته‌است.

## در ادبیات فارسی
| بی‌باک و بدخویی که ندانی به گاه خشم |  | نه نوح را ز سام نه مر سام را ز حام |
| بی‌رحمی و درشت که از دست‌بند توست    |  | نه نیک سام رست و نه بد حام بیرحام  |

—ناصرخسرو
| کوس جلالش به شرق و غرب بجنبید  |  | شکر نوالش ز حام و بام برآمد      |
| تو جهان خود چو نوح مشکن از آنک |  | که خیل سام به خیل حام پیروز است. |

—خاقانی

## یادکرد نسل حام

### کتاب تاریخ طبری
مردم نوبه و حبش و فزان و هند و سند و سواحل مشرق و مغرب از فرزندان حام پسر نوحند و نمرود نیز از آنها بود. وی نمرود بن کوشین حام بود.

### کتاب مجمل التواریخ و القصص
زنگ و سیاه پوستان و هر چه ایشان را بدین صفت آفریدست از فرزندان حام‌اند.

### کتاب تاریخ مازندران
تمامی ابنای آدم از ۳ پسر نوح‌اند، سام و حام و یافث.
حام بن نوح را ۹ پسر گفته‌اند: حبش و قبط و بربر، زنگ و سند و هند و نوبه و کوش و کنعان و جمله سیاهان از نسل اویند.